# Gerardo Arenas Monge
Gerardo Arenas Monge es un político peruano. Fue alcalde del distrito de Capacmarca entre 1996 y 2002. Actualmente ocupa el cargo de consejero regional del Cusco por la provincia de Chumbivilcas.
Nació en el distrito de Capacmarca, provincia de Chumbivilcas, departamento del Cusco, el 23 de abril de 1969. Cursó sus estudios primarios y secundarios en su localidad natal. Entre 1995 y 2003 cursó estudios superiores de Educación tanto en un instituto pedagógico como en la Universidad Nacional de San Agustín de Arequipa.
Tentó la alcaldía del distrito de Capacmarca en tres oportunidades (1995, 1998 y 2002) obteniendo la elección en las dos primeras y ocupando el cargo de alcalde distrital por dos periodos entre 1996 y 2002. Participó en las elecciones regionales del 2018 como candidato del Movimiento Regional Tawantinsuyo al consejero regional del Cusco en representación de la provincia de Chumbivilcas obteniendo la representación con el 24.588% de los votos.